# Daniela Musiol

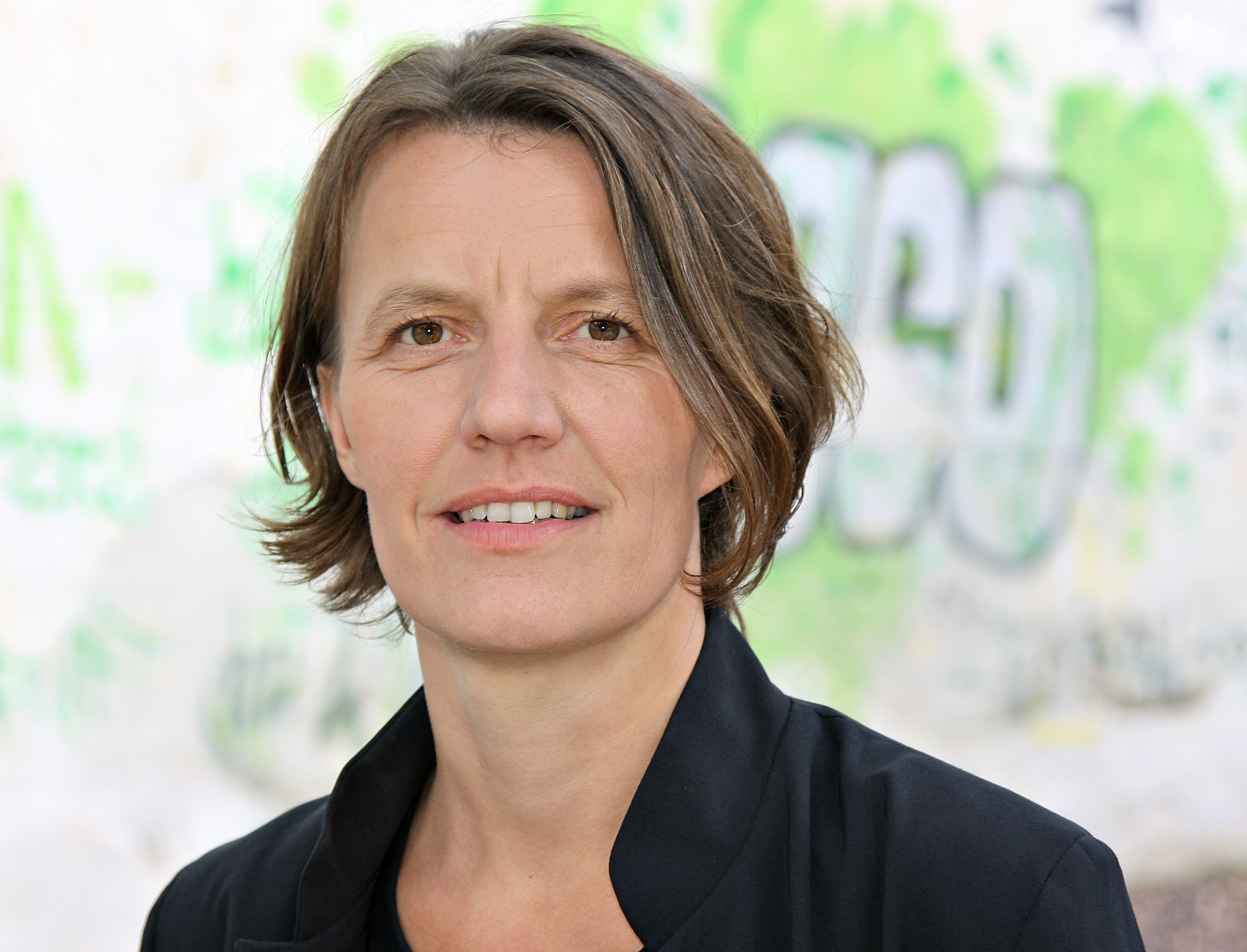
Daniela Musiol (2008)

Daniela Musiol (* 8. September 1970 in Mödling) ist eine österreichische Politikerin (GRÜNE). Sie war von 2008 bis 2016 Abgeordnete zum österreichischen Nationalrat.

## Ausbildung
Daniela Musiol wurde in Wien geboren und wuchs im Gemeindebezirk Meidling auf, wo sie die Volksschule und das GRG 12 Erlgasse besuchte. 1988 gründete sie gemeinsam mit anderen Schülern, ausgehend vom Schülerstreik 1987, die Unabhängige Liste, welche sie 1988/89 im Landesschülerbeirat Wien vertrat. Nach Abschluss der Schulbildung im Jahr 1989 verbrachte sie ein halbes Jahr in Philadelphia als Au-pair. Anschließend folgten die Ausbildung zur Diplomsozialarbeiterin an der Akademie für Sozialarbeit von 1990 bis 1993 sowie das Studium der Rechtswissenschaften an der Rechtswissenschaftlichen Fakultät der Universität Wien, welches Musiol im Jahr 2000 mit der Sponsion zur Magistra der Rechtswissenschaften (Mag. iur.) abschloss. Von 1989 bis 1990 studierte sie auch kurzfristig Soziologie an der Universität Wien.

## Beruflicher Werdegang
Daniela Musiol arbeitete von 1990 bis 1993 bei der Notschlafstelle der Bewährungshilfe Wien sowie von 1995 bis 1996 bei der Mietervereinigung. Ab dem Jahr 1996 war sie hauptberuflich als Sozialarbeiterin beim Amt für Familie und Jugend der Stadt Wien angestellt und zudem als Mediatorin tätig. 1998 wechselte sie als Sozialarbeiterin zur Interventionsstelle gegen Gewalt in der Familie. Nach der Beendigung des juristischen Studiums absolvierte Daniela Musiol in den Jahren 2000/2001 die Gerichtspraxis und wurde Rechtsanwaltsanwärterin, ehe sie 2001 als Klubdirektorin des grünen Klubs im Wiener Gemeinderat und Landtag bestellt wurde.

## Politisches Wirken
Musiol war 2005 Delegierte zum Bundeskongress der Grünen Österreich. Mit der Nationalratswahl 2008 zog sie für die Grünen als Abgeordnete in den Nationalrat ein. Dort wurde sie erstmals am 28. Oktober 2008 angelobt und war als familien-, verfassungs- und demokratiepolitische Sprecherin der Grünen tätig.
Sie legte als Politikerin einen familienpolitischen Schwerpunkt im Bereich der Elementarpädagogik und Anerkennung der Kinderkrippen und -gärten als erste außerfamiliäre Bildungseinrichtung. Medial problematisierte sie im Jahr 2012 den Religionsunterricht in der Schule.
Ihr demokratiepolitischer Schwerpunkt lag in der Weiterentwicklung der Demokratie, im besonderen der direkten Demokratie. So verhandelte sie im Juni 2013 mit den Klubobleuten von SPÖ (Josef Cap) und ÖVP (Karlheinz Kopf) ein Gesetz zur Weiterentwicklung der direkten Demokratie, welches jedoch aufgrund der anstehenden Wahlen im Herbst 2013 keine Umsetzung fand.
Im Jahr 2016 gab Musiol bekannt, nach 15 Jahren in der Politik ihr Amt als Nationalratsabgeordnete im Frühjahr 2016 zurückzulegen und sich in die Privatwirtschaft zurückzuziehen. Ihr Nachfolger wurde in der Nationalratssitzung am 28. April 2016 der frühere grüne Sozialsprecher Karl Öllinger.

## Privatleben
Musiol wurde als zweite Tochter einer Pfarrangestellten und eines Elektrikers geboren und wuchs in Wien-Meidling auf. 1993 wurde ihr Sohn geboren. Gemeinsam mit ihrem Partner lebt sie in Wien.

## Einzelbelege
1. ↑  Daniela Kittner: Die Schule von Kurz und Rendi-Wagner: Eliteschmiede Erlgasse. In: kurier.at. 7. Oktober 2018, abgerufen am 24. September 2020.
2. ↑  Die Presse 2012 über die Kosten der Religionslehrer an Bundesschulen
3. ↑  Grüne Fraktion: Öllinger folgt auf Musiol. Artikel im Kurier vom 21. Jänner 2016.

| Personendaten    | Personendaten                                                   |
| ---------------- | --------------------------------------------------------------- |
| NAME             | Musiol, Daniela                                                 |
| KURZBESCHREIBUNG | österreichischer Politiker (Grüne), Abgeordnete zum Nationalrat |
| GEBURTSDATUM     | 8. September 1970                                               |
| GEBURTSORT       | Mödling                                                         |